# Arico
Arico je jednou z 31 obcí na španělském ostrově Tenerife. Nachází se na jihu ostrova, sousedí s municipalitami Granadilla de Abona, La Orotava a Fasnia. Její rozloha je 178,76 km², v roce 2019 měla obec 7 988 obyvatel. Je součástí comarcy Abona.